# Trogon surrucura
Trogon surrucura là một loài chim trong họ Trogonidae.